# 1997 RA7
1997 RA7 är en asteroid i huvudbältet som upptäcktes den 3 september 1997 av den brittiske astronomen Stephen P. Laurie i Church Stretton.